# Panionios FC
Panionios, Πανιώνιος, är en grekisk fotbollsklubb. Den är fotbollssektionen av multisportklubben Panionios GSS som grundades 1890. Klubben hör hemma i Nea Smyrni, Aten och spelar i Greklands högsta liga. Panionios spelade 2007 i UEFA-cupen, där de bland annat spelade 1-1 mot Helsingborgs IF. Panionios slutade fyra i gruppen medan Helsingborg gick vidare.
Den 26 april 2010 avslöjades det att AIK:s guldtränare Mikael Stahre blev klar som tränare för Panionios. Klubben hade följt Stahre i över ett år, och vid flera tillfällen hade Panionios representanter sett honom på plats. Den 28 oktober samma år meddelade dock klubben att de valt att avsluta sitt samarbete med Stahre. Detta efter ett cupfiasko mot Diagoras i grekiska division 2.